# Oregon Route 245
Az Oregon Route 245 (OR-245) egy oregoni állami országút, amely észak–déli irányban a 26-os szövetségi országút Unitytől északnyugatra fekvő csomópontjától a 7-es út Salisburytől keletre található elágazásáig halad.
A szakasz Dooley Mountain Highway No. 415 néven is ismert.

## Leírás
A szakasz a 26-os szövetségi út Unitytől északnyugatra fekvő csomópontjánál kezdődik északkeleti irányban. A Unity-víztározóhoz érve a pálya keletre fordul, majd Hereford után a bridgeport-i elágazásnál északra fordul. Az út számos kanyart követően a 7-es út Salisburytől keletre található kereszteződésénél ér véget.